# Asthenochloa
Asthenochloa là một chi thực vật có hoa trong họ Hòa thảo (Poaceae).

## Loài
Chi Asthenochloa gồm các loài: